# Kazimierz Majdiuk
Kazimierz Majdiuk (ur. 1922 w Okopach nad Bugiem, zm. 27 października 2013) – polski specjalista z zakresu metrologii elektrycznej. Organizator Zespołu i Pracowni Metrologi Elektrycznej na Politechnice Lubelskiej (dzisiejsza Katedra Automatyki i Metrologii). Odznaczony Krzyżem Kawalerskim Orderu Odrodzenia Polski, Złotym Krzyżem Zasługi, Medalem Komisji Edukacji Narodowej.

## Życiorys
Kazimierz Majdiuk urodził się w roku 1922. Studia wyższe skończył w roku 1952 na Wydziale Elektrycznym Politechniki Łódzkiej. Bezpośrednio po studiach rozpoczął pracę na tej samej uczelni, w Katedrze Miernictwa Elektrycznego. W roku 1964 uzyskał stopień naukowy doktora. Na własną prośbę w roku 1965 został przeniesiony do Wyższej Szkoły Inżynierskiej w Lublinie (obecna Politechnika Lubelska), został na tamtejszym Wydziale Elektrycznym pierwszym inżynierem elektrykiem posiadającym stopień naukowy doktora. W roku 1968 Kazimierz Majdiuk został docentem.
Kazimierz Majdiuk był organizatorem Zespołu i Pracowni Metrologi Elektrycznej na Wydziale Elektrycznym Politechnice Lubelskiej (dzisiejsza Katedra Automatyki i Metrologii). W latach 1973–1978 na tym samym Wydziale pełnił funkcję prodziekana ds. nauczania, a w latach 1981-1982 funkcję prorektora Politechniki Lubelskiej. Ponadto pełnił funkcję redaktora wydziałowego Wydawnictw Politechniki Lubelskiej.